# Knema rigidifolia
Espèce
Statut de conservation UICN

 NT  : Quasi menacé
Knema rigidifolia est une espèce de plantes du genre Knema de la famille des Myristicaceae.